# Babna Gora, Dobrova-Polhov Gradec
Babna Gora este o localitate din comuna Dobrova-Polhov Gradec, Slovenia, cu o populație de 153 de locuitori.